# Ferdinand Neureiter
Ferdinand Neureiter (ur. 15 sierpnia 1928 w Rydze, zm. 31 grudnia 2007 w Salzburgu) – austriacki językoznawca, działacz i historyk literatury kaszubskiej.

## Życiorys
Urodził się w rodzinie o mieszanym pochodzeniu i przez pierwsze lata życia mieszkał w Rydze na Łotwie, gdzie jego ojciec praktykował jako lekarz sądowy. W 1937 r. rodzina przeniosła się do Wiednia. Tam F. Neureiter ukończył szkołę i zaczął poważną naukę języków. Po śmierci ojca studia musiał przerwać i zajął się handlem w rodzinnej firmie. Jako akwizytor przebywał za granicą, m.in. w 1949 r. w Stanach Zjednoczonych, a potem w Anglii. Tam w 1955 r. poznał Marjorie Coxall z Walii, którą w 1956 r. poślubił. Doczekali się dwóch synów: Martina (ur. 1961) i Christiana (ur. 1964). Później zamieszkali w Salzburgu w Austrii.
W 1947 r. zainteresował się językami słowiańskimi, m.in. z fachowej publikacji językoznawczej dowiedział się o istnieniu Kaszubów. Po latach postanowił pogłębić swoją znajomość tego narodu. W 1959 r. napisał do czasopisma „Kaszëbë” i wkrótce nawiązał korespondencję z Zygmuntem Budziszem z Helu. Zdołał zebrać wiele materiałów i wydawnictw dotyczących Kaszub, rozwinął korespondencję z wieloma twórcami i działaczami regionalnymi, w tym z Tadeuszem Bolduanem, Edmundem Kamińskim, Aleksandrem Labudą, Alojzym Naglem i Janem Trepczykiem. Zaczął publikować w czasopismach polskich, takich jak „Kaszëbë”, „Polska” i „Litery”, oraz austriackich. Od 1961 r. często odwiedzał Polskę. W 1966 r. otrzymał tytuł „Amicus Poloniae”. Spotykał się jednak także z podejrzliwością i krytyką, tak w kraju, jak i za granicą, m.in. w 1963 r. zaatakował go znany emigracyjny działacz Jędrzej Giertych.
Począwszy od roku 1967 F. Neureiter opublikował w Austrii kilka artykułów na temat historii i literatury kaszubskiej, m.in. „Die Kaschuben”. Zamieścił w nich też własne tłumaczenia wierszy ok. 10 twórców kaszubskich. Równocześnie zaczął uczyć się kaszubskiego i polskiego, który opanował w stopniu dobrym. Pomogła mu w tym znajomość stenografii. W 1969 r. założył w Salzburgu oddział Towarzystwa Austria-Polska, w którym wygłaszał odczyty na tematy kaszubskie i polskie, organizował wystawy, koncerty i spotkania z polskimi artystami i publicystami. Przygotowywał też swoje najsławniejsze książki. Gdański klub studentów „Pomorania” przyznał mu Medal Stolema, który 7 kwietnia 1973 r. wręczyła mu w Gdańsku córka Lecha Bądkowskiego Sławina.
W 1973 r. F. Neureiter opublikował dwujęzyczny wybór wierszy i krótkich opowiadań kaszubskich pt. „Kaschubische Anthologie”. Przedstawił reprezentatywny przekrój literatury kaszubskiej, przedrukował utwory najwybitniejszych jej twórców, które też samodzielnie przełożył, przy czym dla wierszy podał tylko przekład filologiczny. A w 1978 r. ukazało się (ze skrótami wydawcy) jego największe dzieło – zarys dziejów literatury kaszubskiej pt. „Geschichte der Kaschubischen Literatur”. Jest to bardzo drobiazgowa praca, poprzedzona wieloma latami kontaktów i korespondencji z twórcami, gromadzenia materiałów, wyjaśniania zagadnień szczegółowych i detali języka kaszubskiego. Do dziś nie powstała lepsza historia kaszubskiego piśmiennictwa. W 1982 r. ukazała się w polskim tłumaczeniu Marii Boduszyńskiej-Borowikowej jako „Historia literatury kaszubskiej”, ze wstępem Tadeusza Bolduana pt. „Ferdinand Neureiter – badacz literatury kaszubskiej” oraz z autorskimi korektami i uaktualnieniami. Nieco poszerzona i uaktualniona wersja pracy oryginalnej wyszła w Niemczech w 1991 r.
Praca Austriaka jest po dziś dzień podstawową pozycją dla badaczy literatury kaszubskiej. Została natychmiast zauważona i doceniona przez kaszubskich działaczy i literatów; pozytywnie pisali o niej m.in. L. Bądkowski i T. Bolduan. Ale ówczesne władze polskie krytykowały książki F. Neureitera jako wypaczone kaszubskim separatyzmem i niemieckim szowinizmem oraz wrogie Polsce. Największym krytykiem autora był prof. Andrzej Bukowski, który nie chciał zaakceptować podkreślania tzw. językowego statusu kaszubszczyzny, czyli uznawania kaszubskiego za oddzielny język, a nie dialekt języka polskiego. Polemika zwolenników jednego i drugiego na łamach gazet i czasopism, m.in. miesięcznika „Pomeranii”, trwała do końca lat 80. W tym czasie F. Neureiter zainteresował się literaturą białoruską i w 1983 r. ogłosił dwujęzyczny wybór utworów pt. „Antologia białoruska”.
W ostatnich latach życia Ferdinand Neureiter kontynuował swoją działalność organizacyjną i publicystyczną dla promocji kultury polskiej i kaszubskiej w Austrii, zbierał też za nią nagrody i zaszczyty. m.in. w 1991 r. przyznano mu Medal im. B. Chrzanowskiego „Poruszył wiatr od morza”, który wręczono mu w Gdańsku 17 stycznia 1992 r. Dwa lata później, 6 stycznia 1994 r., otrzymał Krzyż Komandorski Orderu Zasługi RP, który wręczył mu ówczesny minister spraw zagranicznych RP Władysław Bartoszewski. Zaś 16 listopada 2004 r. odebrał w Salzburgu Złotą Odznakę Zasługi Kraju Salzburg.
Przez całe swoje twórcze życie Austriak interesował się polską kulturą i jej twórcami. Prenumerował liczne periodyki, korespondował z pisarzami i działaczami kulturalnymi, gromadził bibliotekę i archiwum – praktycznie nic nie wyrzucał. Kontynuował swoje studia nad kaszubszczyzną, m.in. wystąpił na konferencji naukowej w Jastrzębiej Górze w październiku 1993 r. i przedstawił referat nt. recepcji literatury kaszubskiej w krajach niemieckojęzycznych. Opublikowano go w materiałach pokonferencyjnych w 1994 r.
Pod koniec życia F. Neureiter ciężko zaniemógł i uległ wylewowi. Po kilkumiesięcznej śpiączce zmarł w ostatni dzień 2007 roku w szpitalu w Wiedniu. W tym mieście jego zwłoki zostały też skremowane, a uroczysty ich pogrzeb odbył się 21 stycznia 2008 r., też w Wiedniu. Archiwum i bibliotekę pisarza rodzina przekazała Uniwersytetowi w Kolonii.
Śmierć Ferdinanda Neureitera odbiła się dużym echem w prasie pomorskiej. Opublikowano wiele nekrologów, a długie wspomnienie o Austriaku ogłosił Edmund Kamiński w dwóch numerach „Pomeranii”. Z okazji 80. rocznicy jego urodzin Biblioteka Publiczna Gminy Wejherowo i Muzeum Piśmiennictwa i Muzyki Kaszubsko-Pomorskiej w Wejherowie zorganizowały 13 czerwca 2008 r. wspomnieniowe spotkanie w gmachu muzeum. Wystąpił na nim kaszubski zespół „Levino” z Lęborka, a wielkiego przyjaciela Kaszub wspominali m.in. Z. Budzisz, Marian Selin i E. Kamiński, który przygotował też wystawę towarzyszącą spotkaniu pt. „Ambasador kultury polskiej i kaszubskiej w Salzburgu – w Austrii”.

## Główne prace
- „Kaschubische Anthologie”, München 1973

- „Geschichte der Kaschubischen Literatur. Versuch einer Zusammenfassenden Darstellung”, Otto Sagner Verlag München 1978, 1991

- „Historia literatury kaszubskiej. Próba zarysu”, Wydawnictwo Morskie, Gdańsk 1982

- „Weissrussische Anthologie. Ein Lesebuch zur Weissrussischen Literatur (mit deutschen Übersetzüng)”, München 1983

- „Recepcja literatury kaszubskiej na niemieckim obszarze językowym”, [w:] „Kaszubszczyzna w świecie. Materiały z konferencji naukowej Jastrzębia Góra 1-2 X 1993, Wejherowo 1994